# Houseley Stevenson
Pour les articles homonymes, voir Stevenson.
Houseley Stevenson (parfois crédité Houseley Stevens), né le 30 juillet 1879 à Londres (Angleterre) et mort le 6 août 1953 à Duarte (Californie), est un acteur américain d'origine anglaise.

## Biographie
Ayant quitté son Angleterre natale pour s'installer définitivement aux États-Unis (dont il obtient la citoyenneté), Houseley Stevenson contribue ainsi au cinéma à soixante-six films américains sortis entre 1936 et 1952.
Un de ses rôles les plus connus est celui du chirurgien esthétique opérant Humphrey Bogart dans Les Passagers de la nuit de Delmer Daves (1947). Mentionnons également Jeanne d'Arc de Victor Fleming (1948, avec Ingrid Bergman dans le rôle-titre), ainsi que les westerns La Fille du désert de Raoul Walsh (1949, avec Joel McCrea et Virginia Mayo) et Au pays de la peur d'Andrew Marton (son avant-dernier film, 1952, avec Stewart Granger et Cyd Charisse).
À la télévision américaine, il apparaît dans huit séries de 1948 à 1954 (diffusion après sa mort survenue en 1953, à 74 ans), dont Les Aventures de Superman (un épisode, 1952).
Au théâtre enfin, Houseley Stevenson joue notamment à Broadway (New York) dans cinq pièces entre 1938 et 1940, dont On the Rocks (en) de George Bernard Shaw (1938, avec Joseph Anthony et Philip Bourneuf) et The Time of Your Life (en) de William Saroyan (1939-1940, avec William Bendix, Celeste Holm et Gene Kelly).
De son mariage sont nés trois enfants, dont l'acteur Onslow Stevens (1902-1977).

## Filmographie partielle

### Cinéma
- 1936 : Courrier de Chine (China Clipper) de Ray Enright : un docteur
- 1936 : L'Ange blanc (The White Angel) de William Dieterle : un chirurgien
- 1936 : L'Île de la furie (Isle of Fury) de Frank McDonald : le recteur
- 1937 : Stolen Holiday de Michael Curtiz : un officiel au mariage
- 1945 : La Femme du pionnier (Dakota) de Joseph Kane : un employé du chemin de fer
- 1946 : Sans réserve (Without Reservations) de Mervyn LeRoy : un geôlier
- 1946 : Quelque part dans la nuit (Somewhere in the Night) de Joseph L. Mankiewicz : Michael Conroy
- 1946 : Jody et le Faon (The Yearling) de Clarence Brown : M. Ranger
- 1947 : Femme de feu (Ramrod) d'André de Toth : George Smedley
- 1947 : La Pièce maudite (The Brasher Doubloon) de John Brahm : Elisha Morningstar
- 1947 : Les Passagers de la nuit (Dark Passage) de Delmer Daves : Dr Walter Coley
- 1947 : Wyoming Kid (Cheyenne) de Raoul Walsh : un valet d'écurie
- 1947 : Désirs de bonheur (Time Out of Mind) de Robert Siodmak : George
- 1947 : L'Aventure de madame Muir (The Ghost and Mrs. Muir) de Joseph L. Mankiewicz : un jardinier
- 1947 : Ambre (Forever Amber) d'Otto Preminger : M. Starling

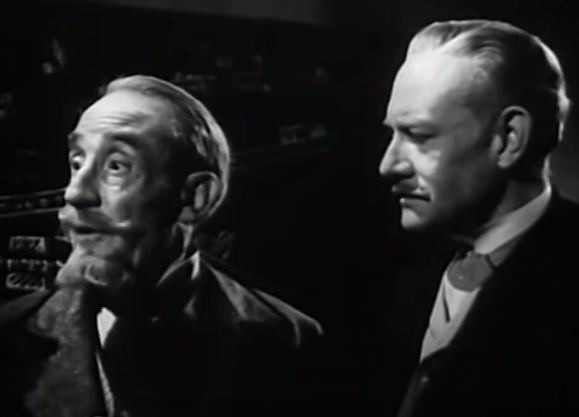
Avec Conrad Nagel (à d.), dans The Vicious Circle (1948)

- 1948 : Le Secret derrière la porte (Secret Beyond the Door) de Fritz Lang : Andy
- 1948 : Le Destin du fugitif (Four Faces West) d'Alfred E. Green : Anderson
- 1948 : Casbah de John Berry : Anton Duval
- 1948 : Jeanne d'Arc (Joan of Arc) de Victor Fleming : le cardinal de Westminster
- 1948 : The Vicious Circle (en) ou Woman in Brown de W. Lee Wilder : le professeur Barr
- 1948 : Le Fils du pendu (Moonrise) de Frank Borzage : l'oncle Joe Jingle
- 1948 : L'Amour sous les toits (Apartment for Peggy) de George Seaton : le professeur T. J. Beck
- 1948 : Captif en mer (Kidnapped) de William Beaudine : Ebenezer
- 1948 : L'Extravagante Mlle Dee (You Gotta Stay Happy) d'H. C. Potter : Jud Tavis
- 1948 : Visage pâle (The Paleface) de Norman Z. McLeod : un pionnier
- 1949 : La Fille du désert (Colorado Territory) de Raoul Walsh : le vieux prospecteur
- 1949 : Un crack qui craque (Sorrowful Jones) de Sidney Lanfield
- 1949 : Les Ruelles du malheur (Knock on Any Door) de Nicholas Ray : un adjoint
- 1949 : Les Aventuriers du désert (The Walking Hills) de John Sturges : M. King
- 1949 : Une femme joue son bonheur (The Lady Gambles) de Michael Gordon : le prêteur sur gages
- 1949 : La Fille des prairies (Calamity Jane and Sam Bass) de George Sherman : Dakota
- 1949 : La Vengeance des Borgia (Bride of Vengeance) de Mitchell Leisen : un conseiller
- 1949 : La Belle Aventurière (The Gal Who Took the West) de Frederick de Cordova : le vieux Ted
- 1949 : Les Fous du roi (All the King's Men) de Robert Rossen : le rédacteur en chef Madison
- 1950 : La Cible humaine (The Gunfighter) d'Henry King : M. Barlow
- 1950 : La Marche à l'enfer (Edge of Doom) de Mark Robson : le fleuriste M. Swanson
- 1950 : Sierra d'Alfred E. Green : Sam Coulter
- 1950 : Le soleil se couche à l'aube (The Sun Sets at Dawn) de Paul Sloane : « Pops »
- 1951 : Rendez-moi ma femme (As Young as You Feel) d'Harmon Jones : le vieil homme sur le banc dans le parc
- 1951 : Un crime parfait (en) (Hollywood Story) de William Castle : John Miller
- 1951 : L'Énigme du lac Noir (The Secret of Convict Lane) de Michael Gordon : Samuel « Pawnee Sam » Barlow
- 1952 : Au pays de la peur (The Wild North) d'Andrew Marton : le vieil homme

### Télévision
(séries)
- 1951 : Gruen Guild Playhouse, saison 1, épisode 13 Joe Santa Claus : l'oncle Willy
- 1952 : Racket Squad (en), saison 3, épisode 1 Check and Double Check de George Blair : Steve Miller
- 1952 : Les Aventures de Superman (Adventures of Superman), saison 1, épisode 9 Rescue de Thomas Carr : « Pop » Polgase

## Théâtre à Broadway (intégrale)
- 1938 : Schoolhouse on the Lot de Joseph Fields et Jerome Chodorov : J. G. Hamilton
- 1938 : On the Rocks (en) de George Bernard Shaw : le vicomte Barking
- 1939 : Stop Press de John Stradley : Alfred Snell
- 1939 : Journey's End (en) de R. C. Sherriff : Bert
- 1939-1940 : The Time of Your Life (en) de William Saroyan : le philosophe arabe[1]